# Spencer Gordon Bennet
Spencer Gordon Bennet (Brooklyn, 5 gennaio 1893 – Santa Monica, 8 ottobre 1987) è stato un regista cinematografico statunitense soprannominato "Re dei registi di serial cinematografici" ("King of Serial Directors"), ha diretto oltre cento film tra il 1921 e il 1966.

## Biografia
Durante gli anni '10 inizia la carriera come stuntman. Esordì come regista nel 1921 con il film muto Behold the Man. Nel 1925 dirige il primo serial cinematografico con George B. Seitz, Sunken Silver, in dieci episodi. Oltre ai serial western e quelli dedicati a Superman e Batman, dirige alcuni film per la TV e altri lungometraggi prevalentemente western e d'avventura.
Due dei suoi film del periodo muto, Hawk of the Hills (1927) e Snowed in (1926), rientrano tra i "Preserved Projects" dell'Academy Film Archive.

## Filmografia

### Regista

#### Lungometraggi
- Behold the Man (1921)
- Marked Money (1928)
- Hawk of the Hills (1929)
- Rogue of the Rio Grande (1930)
- Facing the Gallows (1931)
- The Mystery of Compartment C (1931)
- Swift Justice (1932)
- The Midnight Warning (1932)
- The Black Ghost (1932, con Thomas Storey)
- Self Condemned (1932)
- Justice Takes a Holiday (1933)
- Jaws of Justice (1933)
- Badge of Honor (1934)
- Ferocious Pal (1934)
- The Fighting Rookie (1934)
- The Oil Raider (1934)
- Night Alarm (1934)
- Calling All Cars (1935)
- Rescue Squad (1935)
- Get That Man (1935)
- Heir to Trouble (1935)
- Western Courage (1935)
- Lawless Riders (1935)
- Heroes of the Range (1936)
- Avenging Waters (1936)
- The Cattle Thief (1936)
- Il cavaliere senza paura (The Fugitive Sheriff) (1936)
- The Unknown Ranger (1936)
- Rio Grande Ranger (1936)
- Ranger Courage (1937)
- Law of the Ranger (1937)
- Reckless Ranger (1937)
- The Rangers Step In (1937)
- The Mysterious Pilot (1937)
- Across the Plains (1939)
- Riders of the Frontier (1939)
- Oklahoma Terror (1939)
- Westbound Stage (1939)
- The Cowboy from Sundown (1940)
- Ridin' the Cherokee Trail (1941)
- Arizona Bound (1941)
- The Gunman from Bodie (1941)
- Impresa eroica (They Raid by Night) (1942)
- Calling Wild Bill Elliott (1943)
- California Joe (1943)
- Canyon City (1943)
- Beneath Western Skies (1944)
- Mojave Firebrand (1944)
- Tucson Raiders (1944)
- Code of the Prairie (1944)
- Lone Texas Ranger (1945)
- Sul sentiero di guerra (1952)
- La tigre sacra (Voodoo Tiger) (1952)
- I ribelli dell'isola (Savage Mutiny) (1953)
- Killer Ape (1953)
- Devil Goddess (1955)
- U-570 contrattacco siluri (Submarine Seahawk) (1958)
- La guerra di domani (The Atomic Submarine) (1959)
- Requiem per un pistolero (Requiem for a Gunfighter) (1965)
- Dollari maledetti (1965)
- The Baron's African War (1966)

#### Serial cinematografici
- Sunken Silver (con George B. Seitz, 1925)
- Play Ball (1925)
- The Green Archer (1925)
- Snowed in (1926)
- The Fighting Marine (1926)
- The House Without a Key (1926)
- Melting Millions (1927)
- Hawk of the Hills (1927)
- L'uomo senza volto (1928)
- The Yellow Cameo (1928)
- The Terrible People (1928)
- The Tiger's Shadow (1928)
- The Fire Detective (con Thomas Storey, 1928)
- Queen of the Northwoods (con Thomas Storey, 1929)
- The Black Book (con Thomas Storey, 1929)
- The Last Frontier (con Thomas Storey, 1932)
- Young Eagles (con Edward Laurier e Vin Moore, 1934)
- The Secret Code (1942)
- The Valley of Vanishing Men (1942)
- G-Men vs. the Black Dragon (con William Witney, 1943)
- Secret Service in Darkest Africa (1943)
- The Masked Marvel (1943)
- The Tiger Woman (con Wallace Grissell, 1944)
- Haunted Harbor (con Wallace Grissell, 1944)
- La frusta nera di Zorro (Zorro's Black Whip, con Wallace Grissell, 1944)
- Manhunt of Mystery Island (con Wallace Grissell e Yakima Canutt, 1945)
- Federal Operator 99 (con Wallace Grissell e Yakima Canutt, 1945)
- The Purple Monster Strikes (con Fred C. Brannon, 1945)
- The Phantom Rider (con Fred C. Brannon, 1946)
- King of the Forest Rangers (con Fred C. Brannon, 1946)
- Daughter of Don Q (con Fred C. Brannon, 1946)
- Son of Zorro (con Fred C. Brannon, 1947)
- The Black Widow (con Fred C. Brannon, 1947)
- Brick Bradford (con Thomas Carr, 1947)
- Superman (con Thomas Carr, 1948)
- Congo Bill (con Thomas Carr, 1948)
- Batman and Robin (1949)
- Bruce Gentry (con Thomas Carr, 1949)
- The Adventures of Sir Galahad (con Derwin Abrahams, 1949)
- Cody of the Pony Express (1950)
- Atom Man vs. Superman (1950)
- Pirates of the High Seas (con Thomas Carr, 1950)
- Roar of the Iron Horse - Rail-Blazer of the Apache Trail (con Thomas Carr, 1951)
- Mysterious Island (1951)
- Captain Video: Master of the Stratosphere (con Wallace Grissell, 1951)
- King of the Congo (con Wallace Grissell, 1952)
- Blackhawk: Fearless Champion of Freedom (con Fred F. Sears, 1952)
- Son of Geronimo: Apache Avenger (1952)
- The Lost Planet (1953)
- Gunfighters of the Northwest (con Charles S. Gould, 1954)
- Riding with Buffalo Bill (1954)
- Adventures of Captain Africa: Mighty Jungle Avenger! (1955)
- Perils of the Wilderness (1956)
- Blazing the Overland Trail (1956)

#### Serie televisive
- Ramar of the Jungle (8 episodi, 1953)

#### Film televisivi
- Captain Mephisto and the Transformation Machine (con Yakima Canutt e Wallace Grissell, 1966)
- D-Day on Mars (con Fred C. Brannon, 1966)
- F.B.I. 99 (con Yakima Canutt e Wallace Grissell, 1966)
- Jungle Gold (con Wallace Grissell, 1966)
- Sakima and the Masked Marvel (1966)

### Attore
- A Moment of Madness, regia di Langdon West - cortometraggio (1914)
- The Perils of Pauline, regia di Louis J. Gasnier e di Donald MacKenzie (1914)
- The Sky Ranger, regia di  George B. Seitz (1921)
- Sunken Silver, regia di Spencer Gordon Bennet e di George B. Seitz (1925)

### Produzione
- Play Ball, regia di Spencer Gordon Bennet, 1925
- Swift Justice, regia di Spencer Gordon Bennet, 1932
- Jaws of Justice, regia di Spencer Gordon Bennet, 1933
- The Fighting Rookie, regia di Spencer Gordon Bennet, 1934
- The Oil Raider, regia di Spencer Gordon Bennet, 1934
- Calling All Cars, regia di Spencer Gordon Bennet, 1935
- Rescue Squad, regia di Spencer Gordon Bennet, 1935
- Get That Man, regia di Spencer Gordon Bennet, 1935